# 广州市黄埔区苏元学校
广州市黄埔区苏元学校（简称“苏元学校”）是中国广东省广州市黄埔区的一所寄宿制公办中学，前身为广州开发区、原萝岗区政府与广州市第二中学于2008年联合创建的“广州市二中苏元实验学校”（简称“二中苏元”）。现有教学班31个（含基地班），在校学生约1400人（含基地班），教职员工百余名。

## 历史

### 西校区

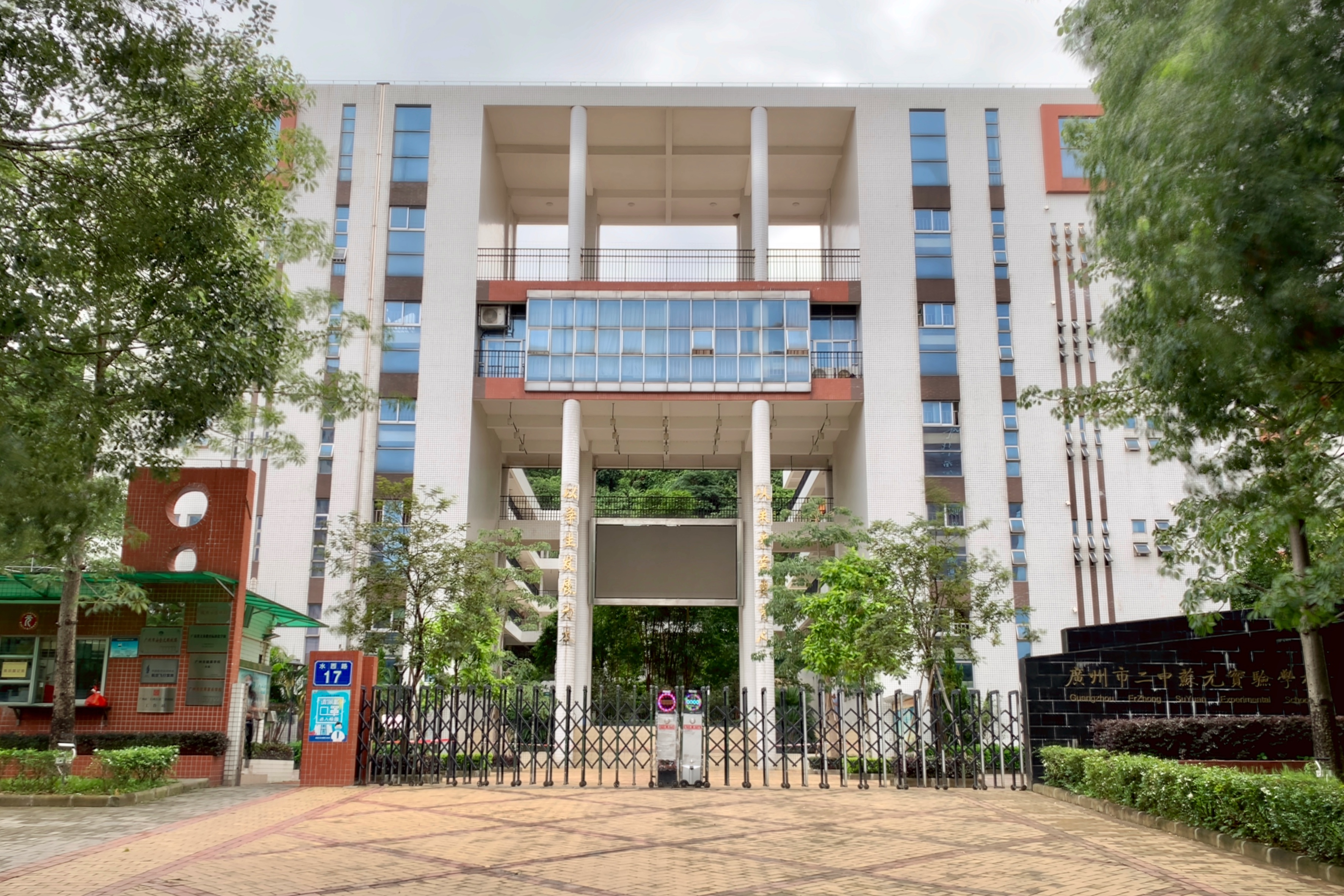
西校区正门

2008年以前，原萝岗区教育质量整体较差。为提升初中学段教育水平，区政府提出引入广州二中的教学经验和管理模式，新建一所民办初中。2008年6月，原萝岗区政府、原萝岗区教育局于广州二中研究制定了《筹办“广州开发区二中苏元实验学校”工作计划》以及相关协议等框架性文件。7月22日，区教育局向该校核发了《关于同意筹设民办广州开发区二中苏元实验学校的批准书》。
2008年9月，第一届苏元学校的学生入学，学校借用一旁的广州市第二中学科学城校区部分设施进行过渡性办学，招收初一年级2个班约100人。
2009年3月，广州二中与原萝岗区教育局签署了《创建广州开发区二中苏元实验学校协议书》。2010年4月，苏元学校破土动工。2011年9月，苏元学校正式启用，校址位于广州二中科学城校区北侧、苏元山东侧，占地20,700平方米。
2017年3月，由黄埔区教育局及黄埔区科技工业商务和信息化局主办，苏元学校承办的学校首届科技博览会在校内举行，活动现场学校与多家公司签订校企合作协议，共建人才孵化基地。2018年，学校将该活动的影响面扩大至全黄埔区中小学，活动升级为“黄埔区中小学生科技博览会”，参展企业增至十家。
2018年，苏元学校改扩建项目正式动工，届时学校校园将向北拓展，总占地面积约达3.5公顷，可增加约600个学位，预计在2020年完工，实际于2022年完工。
随着新修订的《中华人民共和国民办教育促进法实施条例》于2021年公布，中国大陆开始对民办义务教育学校进行规范。广州市教育局于2021年7月发布通知，要求民办义务教育学校不得包含公办学校名称或简称；教育部亦于次月发文，对公办学校举办或参与举办民办义务教育学校的行为进行规范。在新规影响下，经黄埔区教育局批准，学校于2021年11月更名为广州市黄埔区苏元学校。2022年，学校由公助民办初中改制为公立性质的初级中学，由黄埔区政府委托广州二中进行管理与办学，并面向黄埔区萝岗街道、长岭街道及区内其他片区部分符合政策的应届小学毕业生招生。
2024年，苏元学校开办高中课程，先期招收4个班。

### 东校区
2021年11月28日，黄埔区萝峰村旧城区改造项目配套小学和配套完全中学奠基，建成后将由广州二中负责办学。当中完全中学的用地面积为82,977平方米，规划设置54班初中和36班高中。
2024年，萝峰旧改项目配套完全中学成为苏元学校的东校区，并于当年开始招生。

## 校园文化

### “HOME”课程体系
2017年，学校在“灵性教育”的哲学指引下，提出了“HOME”的概念作为学校的课程体系。“HOME”体系由四大部分构成：
- “H”：Health，支撑生活的身心，代表“健康与心理”。
- “O”：Origin，观察世界的窗口，代表“艺术与人文”。
- “M”：Mind，走向社会的门户，代表“思想与博识”。
- “E”：Experience，攀登领域的顶层，代表“科学与体验”。

### 走读文化
2014年，学校优化了“社会实践”内容，以“走读”为主题，组织学生以游学的形式前往科技企业、劳动实践基地、文化名胜、生态自然景观等，探究不同的文化，感受科技发展，令学生从中增长知识以及生活实践能力。目前，学校已经推出了“走读岭南”、“走读中华”、“走读世界”、“走读自然”等走读主题，且每年都会举办一次名为“溯源”的游学活动，让学生、家长、老师一同领略其他城市的历史文化和人文风情。

## 学生活动
学校在传统六艺（礼、乐、射、御、书、数）的基础上，将学校内的活动进行归类，形成了独具特色的苏元新“六艺”，具体对应活动如下：
- 礼——宿舍文化节
- 乐——艺术节
- 射——体育节
- 御——英语周
- 书——读书节
- 数——科技节

## 事件

### 改扩建工程问题
2020年6月10日，黄埔区区质监站对苏元学校改扩建工程执法检查过程中，发现施工现场存在问题：地下室外侧回填土流失严重，造成综合实验楼北面外脚手架基础沉降，架体严重变形；综合实验楼北面外脚手架搭设与专项方案内容不符；现场裸土未覆盖，洗车槽沉淀池长期未清理；现场管理未落实主体责任，项目经理、专职安全员多次未到场履职。黄埔区住房和城乡建设局决定对施工单位广州市房屋开发建设有限公司予以通报批评并记录不良行为。一年后，该局因工程建设进度严重滞后、工期远超合同要求导致学校未能按时竣工，再次对该建设单位予以通报批评。